# Joan Lluís Pons
Joan Lluís Pons Ramón (Sóller, 9 de diciembre de 1996) es un deportista español que compite en natación, especialista en las pruebas de cuatro estilos.
Ganó una medalla de bronce en el Campeonato Europeo de Natación de 2018, en la prueba de 400 m estilos.
Participó en dos Juegos Olímpicos de Verano, ocupando el octavo lugar en Río de Janeiro 2016 y el decimoquinto en Tokio 2020, en la prueba de 400 m estilos.
Estudió Microbiología en la Universidad Autónoma de Barcelona.

## Palmarés internacional
| Campeonato Europeo | Campeonato Europeo    | Campeonato Europeo | Campeonato Europeo |
| Año                | Lugar                 | Medalla            | Prueba             |
| ------------------ | --------------------- | ------------------ | ------------------ |
| 2018               | Glasgow (Reino Unido) | Medalla de bronce  | 400 m estilos      |